# Branchipodopsis affinis
Branchipodopsis affinis är en kräftdjursart som beskrevs av Georg Ossian Sars 1901. Branchipodopsis affinis ingår i släktet Branchipodopsis och familjen Branchipodidae. Inga underarter finns listade.